# كورت أندرسون (لاعب كرة قدم أمريكية)
كورت أندرسون (بالإنجليزية: Kurt Anderson)‏ هو لاعب كرة قدم أمريكية أمريكي، ولد في 8 أغسطس 1978 في إيفانستون في الولايات المتحدة.